# Réserve naturelle de Wuyishan
La réserve naturelle de Wuyishan est une aire protégée située près de la ville de Wuyishan dans le nord-ouest de la province du Fujian en Chine. Elle a été reconnue comme réserve de biosphère en 1987 et elle a été incluse dans le site du patrimoine mondial : « monts Wuyi », en 1999.